# 錫格爾
錫格爾（羅馬化：Sīkar），是印度拉賈斯坦邦的城市，位於該國北部，距離首府齋浦爾114公里，面積22.57平方公里，海拔高度427米，受半乾旱氣候影響，2011年人口237,579。

## 外部連結
- Official webpage of Sikar District
- Photogallery of Sikar
- Sikar Yellow Pages （页面存档备份，存于）
- Official webpage of Sikar Zila Parishad （页面存档备份，存于）
- Genealogy of Sikar Rulers （页面存档备份，存于）

27°37′N 75°09′E / 27.62°N 75.15°E